# Ovularia duplex
Ovularia duplex är en svampart som beskrevs av Sacc. 1880. Ovularia duplex ingår i släktet Ovularia och familjen Mycosphaerellaceae.   Inga underarter finns listade i Catalogue of Life.